# Казас-Едобс
Казас-Едобс (англ. Casas Adobes) — переписна місцевість (CDP) в США, в окрузі Піма штату Аризона. Населення — 70 973 особи (2020).

## Географія
Казас-Едобс розташований за координатами 32°20′30″ пн. ш. 111°0′38″ зх. д. / 32.34167° пн. ш. 111.01056° зх. д. (32.341710, -111.010526). За даними Бюро перепису населення США в 2010 році переписна місцевість мала площу 69,59 км², з яких 69,28 км² — суходіл та 0,31 км² — водойми.

## Демографія
Згідно з переписом 2010 року, у переписній місцевості мешкало 66 795 осіб у 28 096 домогосподарствах у складі 17 573 родин. Густота населення становила 960 осіб/км². Було 30364 помешкання (436/км²).
Расовий склад населення:
| - 84,5 % — білих - 3,2 % — азіатів - 2,1 % — чорних або афроамериканців - 1,0 % — корінних американців - 0,1 % — вихідців з тихоокеанських островів - 5,6 % — осіб інших рас |

До двох чи більше рас належало 3,5 %. Частка іспаномовних становила 20,9 % від усіх жителів.
За віковим діапазоном населення розподілялося таким чином: 20,6 % — особи молодші 18 років, 62,4 % — особи у віці 18—64 років, 17,0 % — особи у віці 65 років та старші. Медіана віку мешканця становила 41,6 року. На 100 осіб жіночої статі у переписній місцевості припадало 90,7 чоловіків; на 100 жінок у віці від 18 років та старших — 87,6 чоловіків також старших 18 років.
Середній дохід на одне домашнє господарство становив 70 325 доларів США (медіана — 56 265), а середній дохід на одну сім'ю — 79 715 доларів (медіана — 65 056). Медіана доходів становила 48 769 доларів для чоловіків та 38 723 долари для жінок. За межею бідності перебувало 9,6 % осіб, у тому числі 12,8 % дітей у віці до 18 років та 6,2 % осіб у віці 65 років та старших.
Цивільне працевлаштоване населення становило 32 239 осіб. Основні галузі зайнятості: освіта, охорона здоров'я та соціальна допомога — 27,2 %, роздрібна торгівля — 13,2 %, науковці, спеціалісти, менеджери — 11,4 %, мистецтво, розваги та відпочинок — 10,9 %.